# Guarda (district)
District Guarda is een district in Portugal. Met een oppervlakte van 5.518 km² het 7e grootste district. Guarda grenst in het noorden aan het district Bragança, in het westen aan Viseu, in het zuidwesten aan Coimbra, in het zuiden aan Castelo Branco en in het oosten aan Spanje. Het inwonersaantal is 143.019 (2021). Hoofdstad is de gelijknamige stad Guarda.
Het district is onderverdeeld in 14 gemeenten:
- Aguiar da Beira
- Almeida
- Celorico da Beira
- Figueira de Castelo Rodrigo
- Fornos de Algodres
- Gouveia
- Guarda
- Manteigas
- Mêda
- Pinhel
- Sabugal
- Seia
- Trancoso
- Vila Nova de Foz Côa

Al deze gemeenten vallen onder de regio Centro, met uitzondering van de gemeente Vila Nova de Foz Côa, die onder de regio Norte valt. 

## Demografische ontwikkeling
Aveiro · Beja · Braga · Bragança · Castelo Branco · Coimbra · Évora · Faro · Guarda · Leiria · Lissabon · Portalegre · Porto · Santarém · Setúbal · Viana do Castelo · Vila Real · Viseu

Autonome regio's van Portugal: Azoren · Madeira